# گذرنامه ازبکستانی

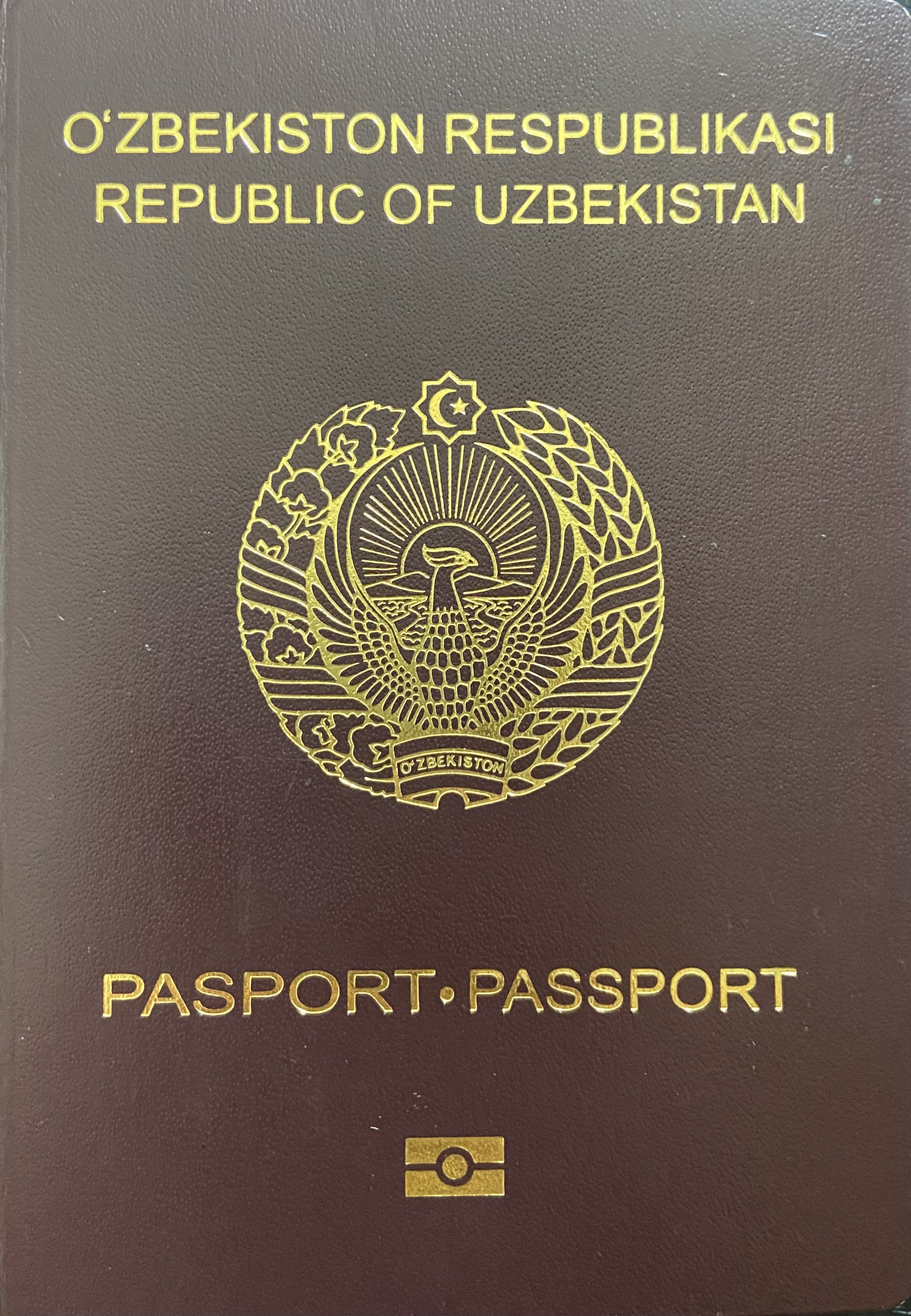
نمایی از یک‌نسخه گذرنامهٔ ازبکستانی در سال ۲۰۱۹

گذرنامهٔ ازبکستانی یک مدرک سفر بین‌المللی است که توسط کشور ازبکستان صادر می‌شود و بنا بر داده‌های سال ۲۰۲۳، دارندگان آن می‌توانستند به ۵۹ کشور دیگر بدون دریافت ویزا سفر کنند یا ویزا در بدو ورود دریافت نمایند. این گذرنامه بر اساس رتبه‌بندی شاخص گذرنامهٔ هنلی در سال ۲۰۲۳ در رتبهٔ ۸۵ قرار داشت.